# Rede Novo Tempo de Comunicação
A Rede Novo Tempo de Comunicação ou RNTC é um conglomerado de mídia que pertence à organização mundial da Igreja Adventista do Sétimo Dia.
Dentre as empresas pertencentes a Rede Novo Tempo de Comunicação encontram-se a Rádio Novo Tempo, a Gravadora Novo Tempo, a TV Novo Tempo (antiga TV ADSAT), e a Loja Novo Tempo Store.
Antigamente sua sede ficava em Nova Friburgo, no estado do Rio de Janeiro, seu nome era ADSAT. Hoje tem sede em Jacareí, no Vale do Paraíba, a leste da cidade de São Paulo, SP.
Em 2011, a Rede Novo Tempo de Comunicação comprou a TV Shop Tour de São Paulo e sua geradora TV Cachoeira de Cachoeira do Sul, situada no Rio Grande do Sul.
Mantida exclusivamente com recursos da Igreja Adventista do Sétimo Dia e de colaboradores denominados Anjos da Esperança, a Rede Novo Tempo de Comunicação está entre as principais emissoras cristãs sul-americanas.

## Entenda a Rede Novo Tempo
Na América do Sul, se destaca a Rede Novo Tempo de Comunicação, um sistema de Rádio, Televisão e Internet que, a partir da sede em Jacareí, São Paulo, Brasil, alcança diversos países da fala portuguesa e hispana. São sete frentes de atuação: Rádio Novo Tempo (Rede Novo Tempo de Rádio), TV Novo Tempo, Escola Bíblica, programa A Voz da Profecia, programa Está Escrito, Gravadora Novo Tempo e Internet.
A Rede Novo Tempo de Comunicação faz parte de uma rede mundial de rádio e televisão.

### Rede Novo Tempo de Rádio e Red Nuevo Tiempo de Radio
Com sede em Jacareí, São Paulo, Brasil, a Rede atende a todas as emissoras adventistas da América do Sul, em português e espanhol.
São 120 emissoras próprias, que cobrem centenas de municípios. Outras dezenas de emissoras parceiras que repetem o sinal gerado em Jacareí. Por meio do rádio são veiculadas, informações sobre saúde, família, cultura geral, cidadania, história, ensinamentos bíblicos e música cristã.
A rádio também pode ser ouvida em qualquer parte do planeta.

### TV Novo Tempo e TV Nuevo Tiempo
Hoje, a TV Novo Tempo está disponível em mais de 650 cidades do Brasil com sinal aberto, em repetidoras por assinatura, como o canal 14 da maior empresa de DTH (Direct to Home) do País, a Sky, e em aproximadamente 10 mil antenas parabólicas nas instituições e congregações adventistas. O Chile, por exemplo, é o país sul-americano com maior cobertura: 85% da população pode receber a TV Nuevo Tiempo em canal aberto. Assim como o rádio, o sinal de TV Novo Tempo e TV Nuevo Tiempo é enviado para dois satélites: o NSS-806, que distribui a programação para as três Américas, parte da Europa e norte da África, e para o satélite IS-10, cobrindo a Angola, Moçambique e São Tomé e Príncipe.

### Gravadora Novo Tempo
Uma das grandes preocupações da Igreja Adventista do Sétimo Dia é com a qualidade da música cristã. Desde 1962, com o quarteto Arautos do Rei, um dos mais conhecidos do Brasil no meio cristão, a igreja sempre registrou na história as músicas cantadas por esse grupo e outros que surgiram posteriormente. Começava, então, o conceito da atual Gravadora Novo Tempo, com a missão de levar a mensagem cristã por meio das criações musicais.
Hoje a gravadora está presente em praticamente todo o Brasil por meio de seus representantes, que distribuem os materiais (principalmente CDs e DVDs) para as lojas evangélicas. A gravadora também disponibiliza uma loja virtual.

### Internet
Em 2008, a Rede Novo Tempo de Comunicação implantou o departamento de Web para ampliar a propagação da mensagem de esperança e alcançar as pessoas que não têm acesso ao sinal da TV e Rádio Novo Tempo, ou, aqueles que preferem o universo virtual. A Web é também o veículo que torna possível a interatividade on-line com quem já é telespectador e ouvinte. E para promover mais experiências com o público, a Novo Tempo está presente nas Redes Sociais e em várias plataformas (Smartphones, Tablets, Smartvs).
Os perfis da Novo Tempo e seus programas nas redes sociais já alcançam mais de 560 mil seguidores no Twitter, mais de 6 milhões e 300 mil amigos nas páginas do Facebook e mais de 26 milhões de visualizações nos canais do Youtube. Além das páginas da TV, Rádio, Gravadora e programas, a página no facebook “A Bíblia Sagrada” foi criada para incentivar momentos de meditação e reflexão na Palavra de Deus.
Além das redes sociais, a TV Novo Tempo criou o NTPlay, que é uma plataforma dos programas da TV Novo Tempo.

## Segmentos

### Televisão

Logotipo atual da Rede Novo Tempo de Comunicação

- TV Novo Tempo
- TV Setorial
- TV Shop Tour[8]
- TV Cachoeira

### Rádio
- Rádio Novo Tempo
- Rádio Novo Tempo (Salvador)
- Rádio Novo Tempo (Curitiba)

### Gravadora
- Gravadora Novo Tempo

### Internet
- NTPlay[9]
- Feliz7Play[10]